# Georges Caussarieu
Pour les articles homonymes, voir Caussarieu.

a Compétitions nationales et continentales officielles uniquement.

b Matchs officiels uniquement.
Georges Caussarieu, né le 4 juillet 1906 à Hendaye et mort le 20 septembre 1974 à Saint-Pée-sur-Nivelle, est un joueur de rugby à XV puis de rugby à XIII.
Georges Caussarieu est formé au rugby à XV au Football club oloronais, comme Théophile Cambre, Robert Barran ou Louis Brané,. Caussarieu est titulaire au centre de l'attaque de la Section paloise lors de la finale de 1928. Caussarieu compte également une sélection en équipe de France, devenant le 243e international français,.
Dans sa seconde partie de carrière, Caussarieu cède aux sirènes du rugby à XIII, et connaît également la sélection de France entre 1935 et 1936. En club, il joue pour Paris.

## Famille
Georges Pierre Caussarieu naît le 4 juillet 1906 à Hendaye (Pyrénées-Atlantiques). Son père, Jean Caussarieu (1879-1919), est employé de commerce, et sa mère, Zoé Piarrou (1880-1940), institutrice. Il a un sœur : Rose (1915-2010). Il se marie le 1er août 1946 à Elisabeth Bastien (1909-2001), en la mairie de Nouméa en Nouvelle-Calédonie, et décède le 20 septembre 1974 à Saint-Pée-sur-Nivelle.

## Biographie
Georges Caussarieu grandit à Oloron-Sainte-Marie où sa mère est institutrice.
Caussarieu effectue ses études à Oloron,. Il se fait d'abord remarquer en athlétisme, puis débute le rugby à XV.
Caussarieu a exercé la profession d'Inspecteur des Douanes.
En bon béarnais, Caussarieu était réputé pour son gout pour le Jurançon (AOC) et la cantèra, dont il faisait la promotion au Bataillon de Joinville.

## Carrière en rugby à XV

### Débuts au FC Oloron
À l'instar de nombreux joueurs majeurs du rugby français des années 1920 et 30, Georges Caussarieu découvre le rugby à XV au Football club oloronais, comme Théophile Cambre, Robert Barran ou Louis Brané.
Très vite, Caussarieu se révèle être un joueur à fort potentiel.

### Section paloise

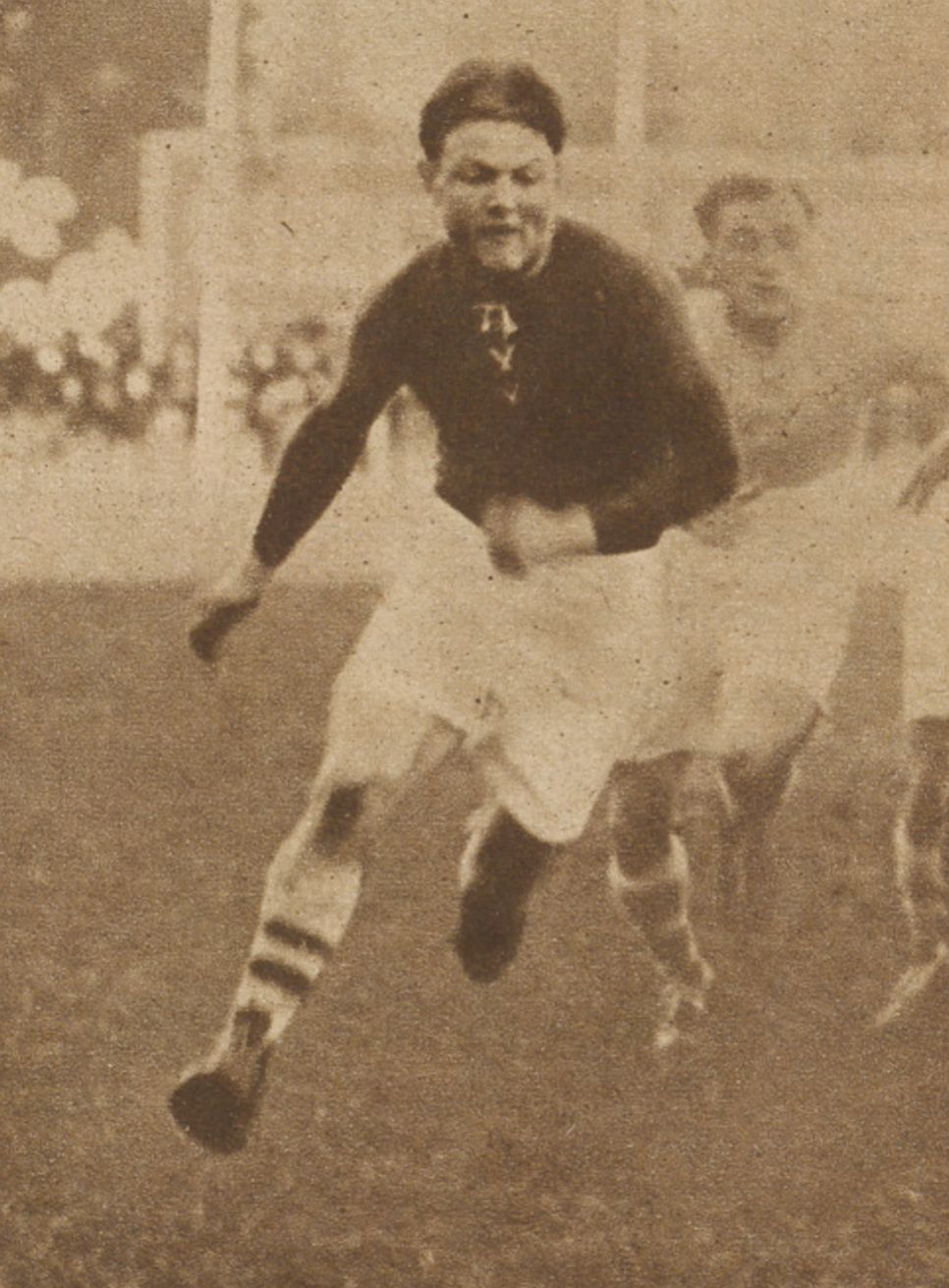
Caussarieu avec le maillot de la Section

Caussarieu rejoint la Section paloise, où il s'impose comme un leader d'attaque au sein d'une génération dorée.
Militaire au Bataillon de Joinville, Caussarieu est la révélation rugbystique de la saison 1927-1928.
Avec la Section, Caussarieu, centre percutant, est champion en 1928.
Durant cette même année, Caussarieu est sélectionné avec son coéquipier Robert Sarrade en Équipe de France de rugby à XV afin d'affronter l'Irlande lors du Tournoi des Cinq Nations 1928. Le comité de sélection hésite entre Caussarieu et Fernand Laclau, son partenaire au centre de l'attaque de la Section. Laclau est perçu comme un attaquant plus dangereux, cependant c'est Caussarieu qui est finalement retenu. Il est estimé que Caussarieu est un joueur plus complet.

### Stade français
Caussarieu est muté à Paris dans l’Administration Centrale, et il rejoint alors le Stade français. Là-bas, il a la possibilité d'évoluer aux côtés d’Adolphe Jauréguy, joueur avec qui il a évolué en Équipe de France de rugby à XV.

### Palmarès en club
- Vainqueur du Championnat de France : 1928 (Pau).Caussarieu, debout et 3e à gauche, au stade de Colombes avec la Section paloise, le 7 octobre 1928.

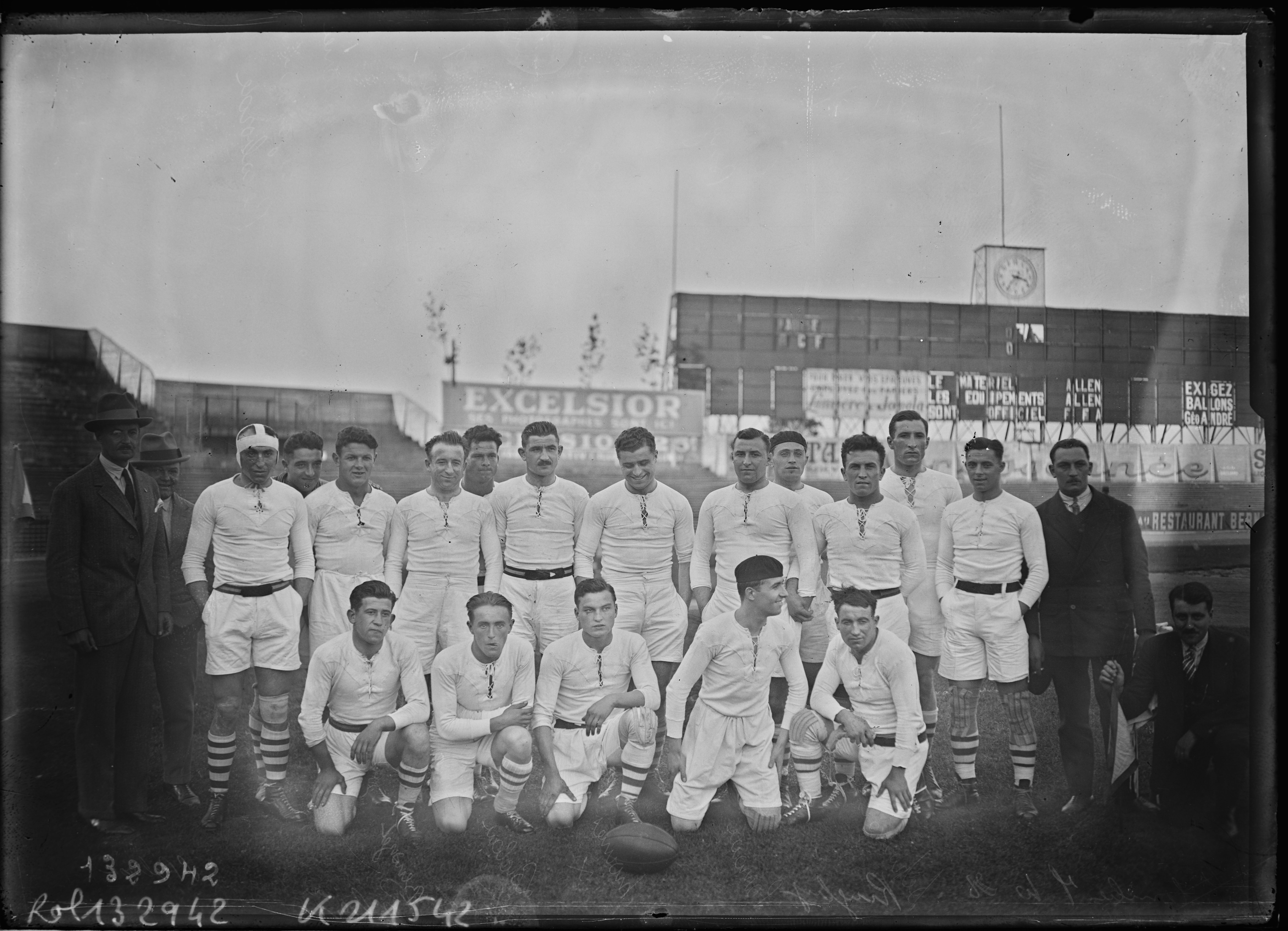
Caussarieu, debout et 3e à gauche, au stade de Colombes avec la Section paloise, le 7-10-1928.

## Équipe de France
- International à XV : une sélection en 1928 contre l'Irlande

### Détails en sélection en rugby à XIII
| 1er janvier 1935 | Bordeaux, France                 | Pays de Galles | 18-11 | ? | Arrière | ? | ? | ? | ? |
| 16 février 1936  | Stade Buffalo, Montrouge, France | Angleterre     | 7-25  | ? | Arrière | ? | ? | ? | ? |